# Kileskus
Kileskus („ještěr“ v Chakaštině) byl rod menšího teropodního (dravého dinosaura) z podčeledi Tyrannosauroidea, žijícího v období střední jury (geologické souvrství Itat, věk bath, asi před 168 až 166 miliony let) na území dnešního Krasnojarského kraje na území Ruské federace. Byly objeveny fosilie lebky a části kostry končetin. Lebeční kosti připomínají blízce příbuzný rod Proceratosaurus. Jedná se o jednoho z nejstarších známých tyranosauroidů. Nový doplňující fosilní materiál byl prostudován a informace o něm publikovány v září roku 2019.

## Popis a zařazení
Typový druh K. aristotocus byl popsán ruskými paleontology v roce 2010. Na délku měřil tento teropod asi 3 metry. Jeho hmotnost zřejmě nepřesahovala přibližně 50 kilogramů. Fylogenetickou analýzou bylo zjištěno, že se jedná o vývojově primitivního tyranosauroida, patřícího do čeledi Proceratosauridae. Jedná se tedy o velmi vzdáleného příbuzného o téměř 100 milionů let později žijícího proslulého druhu Tyrannosaurus rex.

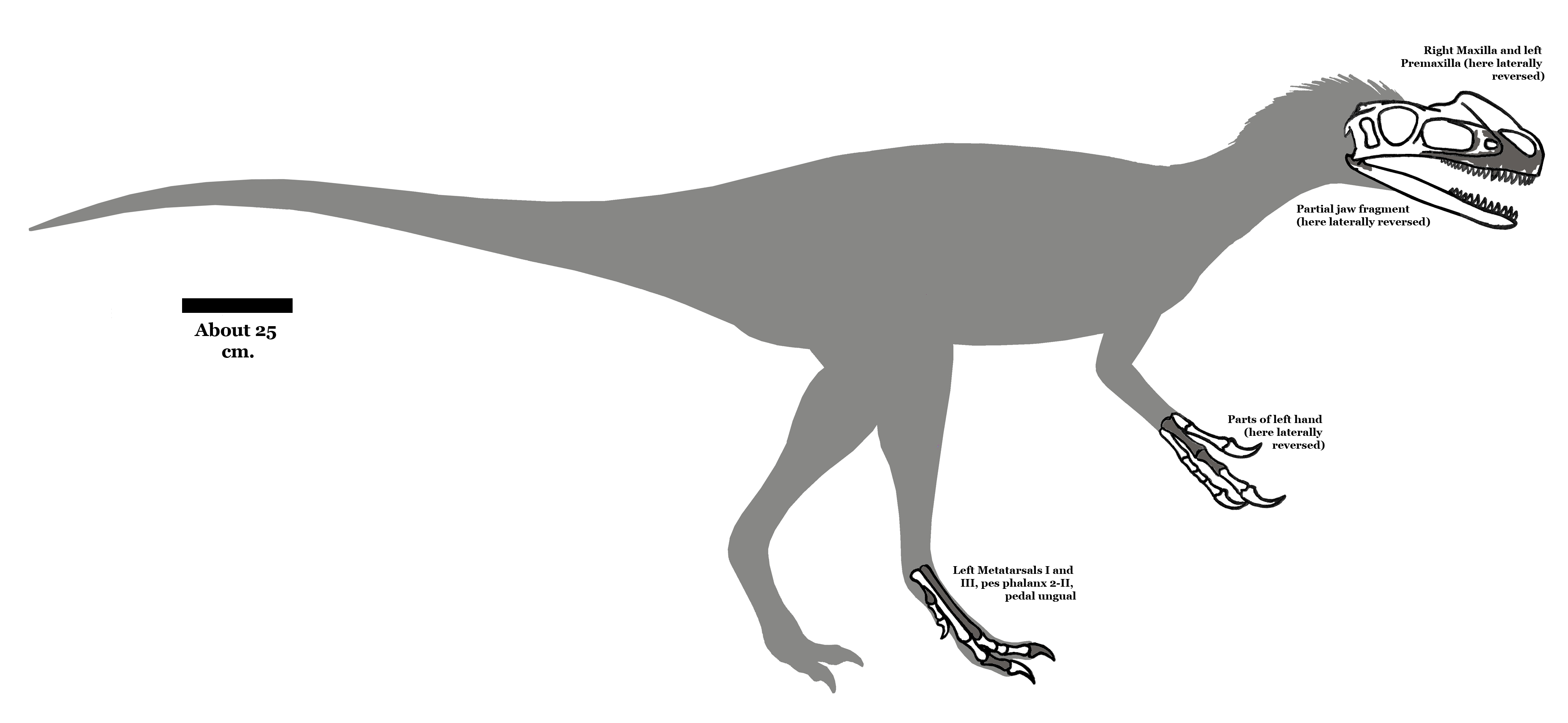
Dochované fosilie kileska.

#### Česká literatura
- Socha, V. (2019). Legenda jménem Tyrannosaurus rex. Pavel Mervart, ISBN 978-80-7465-369-8. (str. 45-48)